# Batalla de Berga (1655)
La batalla de Berga va ser una batalla que es va lliurar el 17 d'octubre de 1655 a Berga entre els exèrcits hispànic i francès durant la guerra dels Segadors.

## Antecedents
Acabat el conflicte de la Fronda, el general francès Philippe de La Mothe-Houdancourt amb els catalans liderats per Josep Margarit i de Biure, un total de catorze mil homes i quatre mil cavalls entrava per el Pertús. Jacques de Rougé de Plessis-Belliére prenent Castelló d'Empúries i Figueres, i el 12 de juliol es posava setge a Girona, que fou aixecat per Joan Josep d'Àustria, que recuperà tot l'Empordà tret de Roses.
Armand de Contí va dirigir una nova ofensiva en 1654 en la que recuperà l'Empordà tret de Castelló d'Empúries i el Conflent. Després de Puigcerdà, caigueren Camprodon, Ripoll, Olot, Berga i Castelló d'Empúries. En l'ofensiva de 1655 els catalans francesos prenen Cadaqués, Castelló d'Empúries i Solsona, i arriben al Vallès.
Berga disposava d'una feble guarnició, només 50 homes sota el comandament del napolità Francesco Ruvio, que s'havia passat al bàndol francès i els vilatans sostenien també la causa francesa. El 29 de setembre de 1655 les tropes de la monarquia hispànica, enviades pel Virrei de Catalunya Joan Josep d'Àustria sota el comandament de Juan Mata, formades per 400 infants i 50 cavalls, sortiren de Barcelona per intentar donar un cop de mà a la població. L'1 d'octubre es presentaven a les portes de Berga i n'intimaven la rendició. La guarnició no acceptà la intimació i es decidí per la defensa de la vila.

## El Setge castellà (1r - 9 d'octubre 1655)
L'endemà de la seva arribada, durant la nit, les tropes espanyoles assaltaven la vila per escalada. La guarnició corregué a refugiar-se al Castell de Sant Ferran i la vila fou saquejada. El mateix dia arribaven 300 cavalls de reforç als espanyols.
El Castell resistí els atacs que des de llevant li feien els terços de Lisboa i de Barcelona, i des de ponent el del Baró de La Pre i el való d'Ignacio de Clere. El dia 8 cremaren la porta del castell, però aquesta estava terraplenada des de l'interior i el dia 9 intimats per l'assalt per escalada, la guarnició demanà la rendició amb pactes. Aquests els foren concedits pel Mestre de Camp Josep Sentís perquè el socors francès era ben a prop.
Com a guarnició els castellans deixaren al capità Juan de Mira del Terç del Mestre de Camp de Lluis Ferrer. La resta de les tropes es retiraren.

## El setge francès (10-17 d'octubre de 1655)
Un cop els francesos arribaren a Berga, la guarnició es retirà al Castell de Sant Ferran i els francesos ocuparen les mateixes posicions que anteriorment havia fet servir l'exèrcit hispànic. El dia 12 a la nit els francesos assaltaren el castell però foren rebutjats amb la pèrdua d'uns 100 homes i el coronel Senac. Així doncs els francesos iniciaren l'endemà les operacions de mina del castell per la part de ponent. El 17 d'octubre els francesos volaren la mina i feren bretxa en les muralles. La guarnició corregué a refugiar-se a l'església que era la part més forta del castell.
L'exèrcit francès que assetjava Berga era format pels regiments de:
- Poitou
- Sainte Mesme (reduït a 20 companyies per dissolució de les amotinades al setge de Castelló d'Empuries)
- Harcourt (reduït a 15 companyies per la mateixa raó)
- Normandie
- La Reine
- Marine
- Roquebrune? ("Roquebrum" en la relació castellana)
- altres regiments d'infants no identificats

En total 2.500 homes, més les tropes que atacaven el castell - podem estimar en un màxim de 3.000 homes
- La Farre cavalleria (Comandat pel Sieur de La Roche)
- Saint-Abre cavalleria (Comandat pel Sieur de saint-Abre)
- Aubeterre
- Altres regiments de cavalleria no identificats

En total 800 cavalls

## L'exèrcit hispànic de socors
Mentrestant els comandaments hispànics ajuntaven un exèrcit de socors. A Vic, Josep Galcerán de Pinós-Santcliment ajuntava fins a 800 infants i altres tants cavalls. A més a més el dia 15 li arribà el reforç de Diego Caballero amb 200 infants i 600 cavalls. El dia 16 sortiren cap a Berga. Els acompanyaven les companyies de miquelets de Josep Orta, Josep Espona i Dídac Esteve. En total uns 1.100 infants i 1.400 cavalls. El dia 17 quan l'exèrcit arribava a la vista de Berga, els francesos feien explotar la mina.
Exèrcit de socors:
- Terç de Lisboa
- Terç de José de Villalpando
- Terç de Josep Rossell (Probablement el terç de Barcelona)
- Terç de Gerónimo de Espinosa
- Terç del Baró de Clerch (való)

- Batalló de cuirasses d'Antonio Montenegro
- Batalló de cuirasses de Gerónimo Campero
- Batalló de cuirasses de Velmar
- Batalló de cuirasses d'Angel Venzura

- Troç de cavalleria de Josep Daza
- Troç de cavalleria d'Alexandre Morera

- Companyies de miquelets de Josep Orta, Josep Espona i Dídac Esteve

## La Batalla de Berga (17 d'octubre de 1655)
Una part de l'exèrcit francès estava formada davant de Berga per a afrontar als espanyols. Eren 2.500 homes en el punts més forts, entre ells una ermita i 800 cavalls situats a la vall. Les 3 companyies catalanes van iniciar l'assalt del puig on eren els francesos, essent sostinguts pel Terç de Lisboa. Un cop desallotjats, Josep Galcerán de Pinós-Santcliment al front de la resta de la infanteria formada pels terços de Josep Rosell, José Villapando, Jerónimo Espinosa i el való de Clerch avançà.
El valons passaren a atacar la cavalleria francesa que fou carregada al mateix temps per la hispànica i hagué de replegar-se.
Un cop derrotada la cavalleria, la resta de l'exèrcit es donà a la fuita, excepte les tropes que estaven dins de Berga que foren fetes presoneres o despenyades. Josep D'Ardena hagué d'escapar-se de dins la vila a través de la muralla.
En total els francesos tingueren 438 morts i 166 oficials i 606 soldats capturats. Els regiments més malmesos foren els de La Reine, Poitou, Normandie, Sainte Mesme i Harcourt. Només escapà relativament intacte la cavalleria. Perderen també tot el bagatge. L'exèrcit hispànic tingué uns 25 morts i un nombre indeterminat de ferits, encara que més aviat semblen xifres de propaganda. Després de la derrota els francesos es retiraren al Rosselló i Juan de Austria aprofità per assetjar i capturar Solsona el desembre.